# Remco Pielstroom
Remco Eric Pielstroom, född 8 april 1965 i Amsterdam, är en nederländsk vattenpolospelare.
Pielstroom deltog i den olympiska vattenpoloturneringen vid olympiska sommarspelen 1984 i Los Angeles där Nederländerna slutade på sjätte plats och i den olympiska vattenpoloturneringen vid olympiska sommarspelen 1992 i Barcelona där Nederländerna slutade på nionde plats.